# Enicospilus jesicae
Enicospilus jesicae là một loài tò vò trong họ Ichneumonidae.